# Rodizio (restaurant)

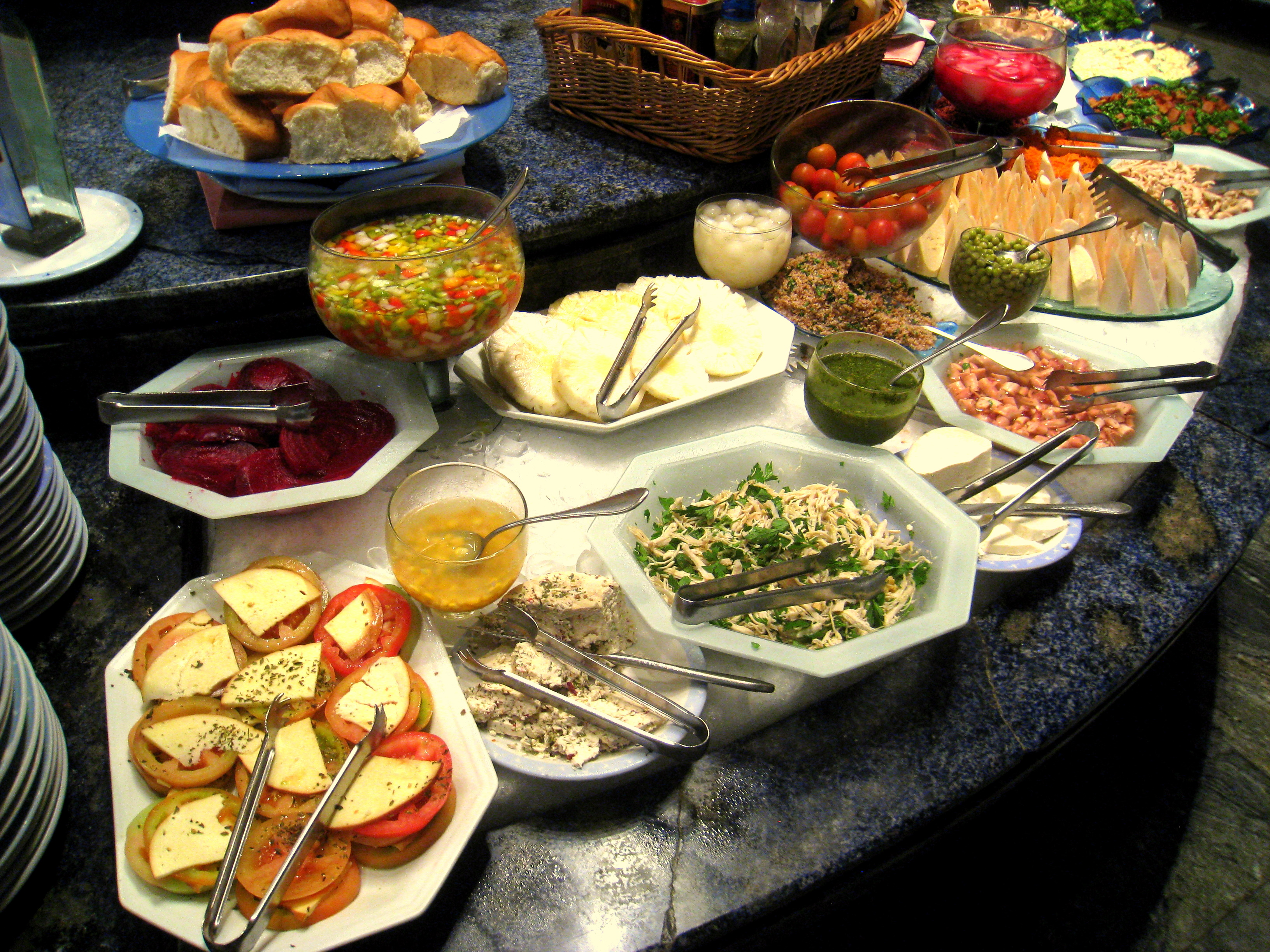
Rodizio brasiler.

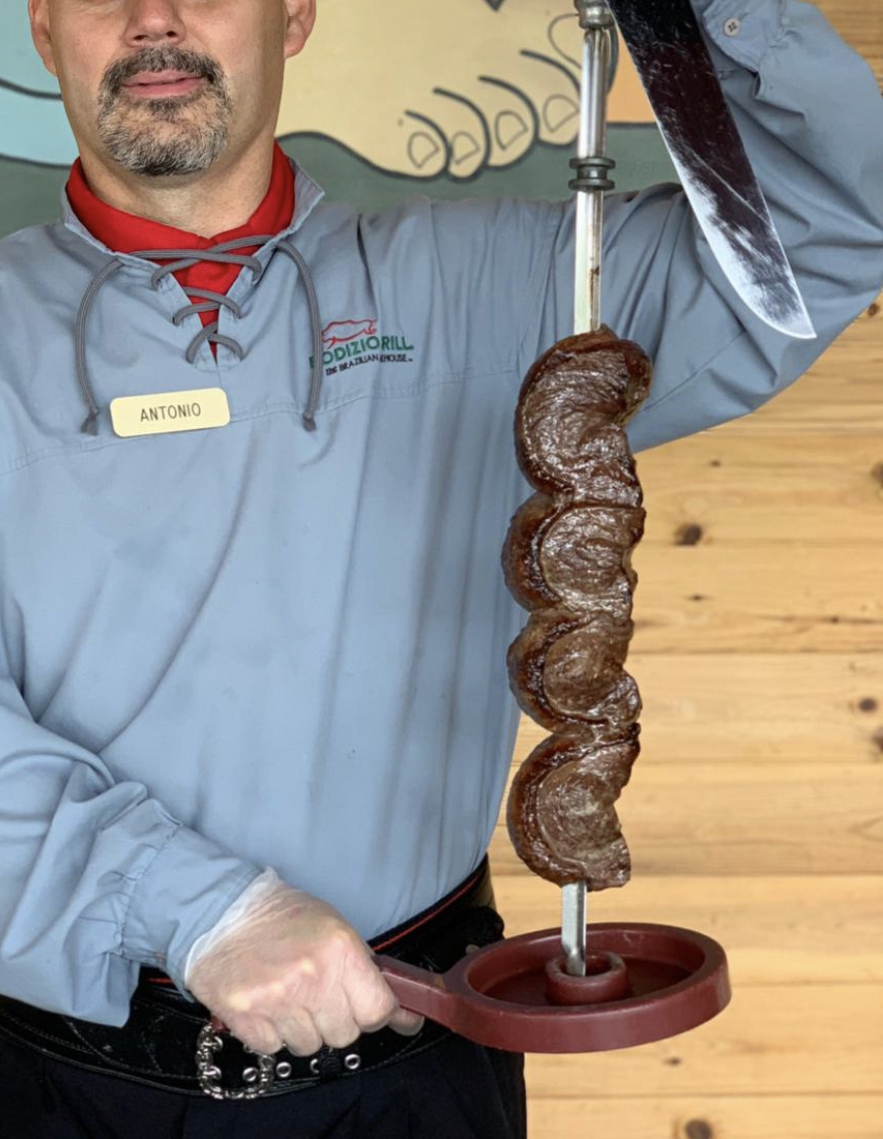
Cambrer amb un ast ple de talls de carn bovina.

El  rodízio  és un tipus de servei de restaurants característic, principalment, de Brasil i Portugal. Té en comú amb el servei table d'hôte que es paga un preu fix. Els cambrers serveixen les carns sobre fustes, graelles portàtils o, de manera generalitzada, al mateix ast en què van ser rostides i no hi ha límit de repeticions. Els comensals tenen dret a servir-se lliurement les guarnicions i les postres, ubicades en grans taules centrals. Els restaurants amb servei tipus rodízio tenen un menú a base de carns rostides (porc, vedella, xai i pollastre). Al restaurant que utilitza aquest sistema se l'anomena churrascaria.